# Rivula microsticta
Rivula microsticta är en fjärilsart som beskrevs av George Francis Hampson 1926. Rivula microsticta ingår i släktet Rivula och familjen nattflyn. Inga underarter finns listade.